# Polyvinylcarbazol
Polyvinylcarbazol (Kurzzeichen: PVK) ist ein durch radikalische Polymerisation aus dem Monomer N-Vinylcarbazol hergestellter weiß-gelblicher, temperaturbeständiger, thermoplastischer Kunststoff. Er ist photoleitfähig und damit Grundlage für photorefraktive Polymere und organischen Leuchtdioden.

## Geschichte
Polyvinylcarbazol wurde von den Chemikern Walter Reppe (1892–1969), Ernst Keyssner und Eugen Dorrer entdeckt und 1937 in den USA  von der I.G. Farben patentiert. PVK war das erste Polymer, dessen Photoleitfähigkeit bekannt war. Davon ausgehend wurde ab den 1960er Jahren gezielt nach weiteren derartigen Polymeren gesucht.

## Gewinnung und Darstellung
Polyvinylcarbazol wird durch radikalische Polymerisation aus N-Vinylcarbazol gewonnen. Dabei gibt es verschiedene Wege der Reaktionsführung. So kann es durch eine Suspensionspolymerisation bei 180 °C mit Natriumchlorid und Kaliumchromat als Katalysator hergestellt werden. Alternativ können auch AIBN als Radikalstarter und ein Ziegler-Natta-Katalysator benutzt werden.

## Eigenschaften

### Physikalische Eigenschaften
PVK kann bis zu Temperaturen von 160–170 °C verwendet werden und ist damit ein temperaturbeständiger Thermoplast. Die elektrische Leitfähigkeit ändert sich je nach Belichtung, weswegen PVK zu den Halbleitern beziehungsweise den Photoleitern zählt.  Das Polymer ist extrem spröde, allerdings kann die Sprödigkeit durch Copolymerisation mit ein wenig Isopren verringert werden.

### Chemische Eigenschaften
Polyvinylcarbazol ist in aromatischen Kohlenwasserstoffen, Halogenkohlenwasserstoffen und Ketonen löslich. Dagegen ist es gegenüber Säuren, Laugen, polaren Lösungsmitteln und aliphatischen Kohlenwasserstoffen beständig. Bei Die Zugabe von PVK zu anderen plastischen Massen, erhöht sich deren Temperaturbeständigkeit.

## Verwendung

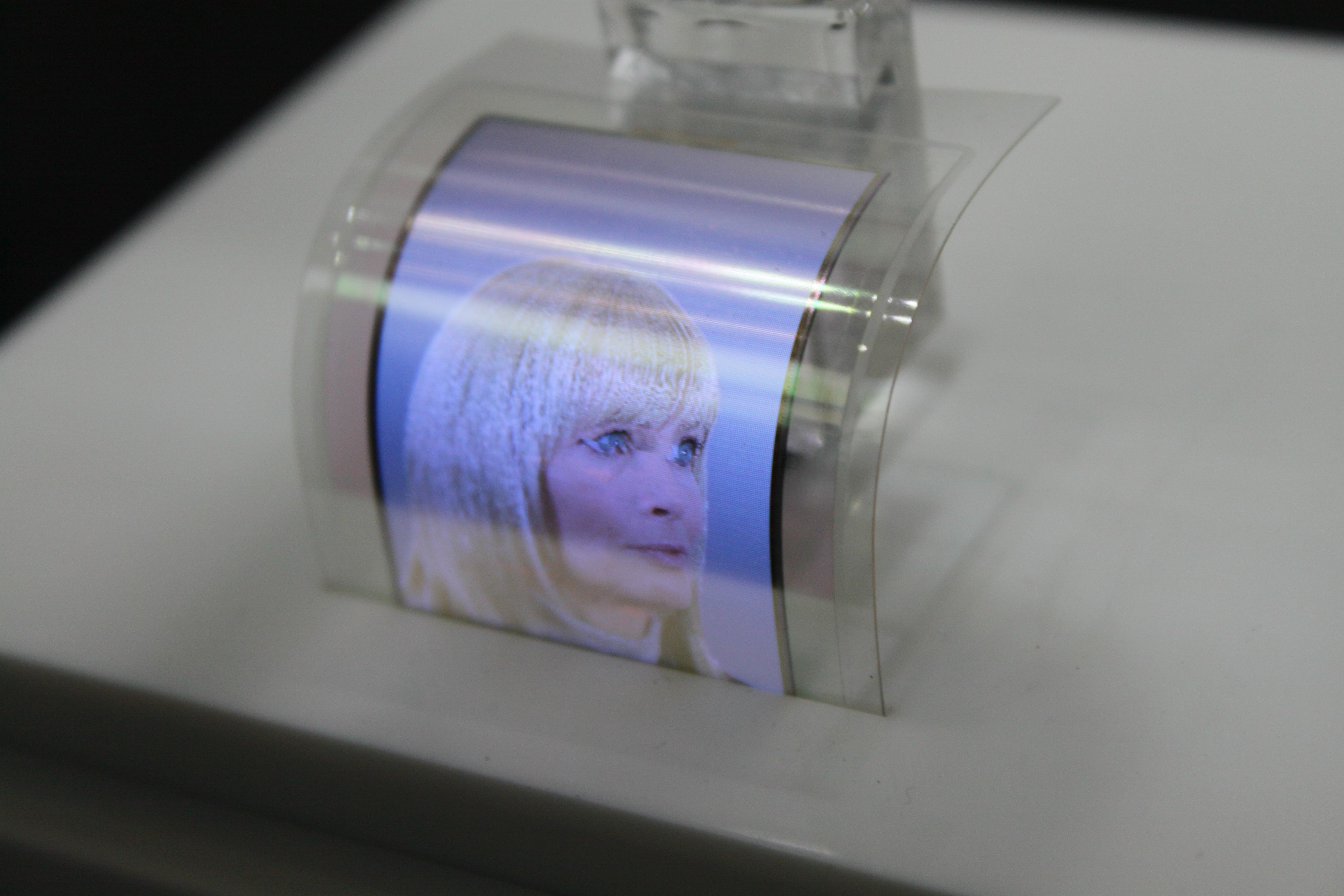
Display basierend auf organischen Leuchtdioden

Der Einsatz von PVK erstreckt sich aufgrund des recht hohen Preises und der speziellen Eigenschaften auf Spezialgebiete. Es wird in der Isoliertechnik, der Elektrofotografie (z. B. in Kopierern und Laserdruckern), in organischen Leuchtdioden und photovoltaischen Vorrichtungen benutzt. Außerdem ist PVK ein gut erforschter Bestandteil in photorefraktiven Polymeren und spielt damit in der Holographie eine wichtige Rolle.
Eine andere Anwendung ist die Produktion von kochfesten Copolymerisaten mit Styrol.